# Typhon Vera
Le typhon Vera (伊勢湾台風, Ise-wan Taifū) est un cyclone tropical ayant touché le Japon en septembre 1959. Il est le typhon le plus fort et le plus meurtrier à avoir touché terre (en) enregistré dans ce pays. Ayant causé des dégâts d'une ampleur incomparable, il a fortement ébranlé l'économie japonaise, à l'époque toujours en rémission de la Seconde Guerre mondiale. Après le passage du cyclone, la gestion japonaise des catastrophes naturelles a été réformée de manière significative.

## Historique
Vera s'est développé à partir du 20 septembre entre Guam et Chuuk. Suivant une trajectoire initiale vers l'ouest, il s'oriente vers le nord par la suite, atteignant le stade de tempête tropicale le jour suivant. Reprenant sa trajectoire vers l'ouest, il gagne rapidement en force et atteint son intensité maximale le 23 septembre, avec des vents équivalents à la catégorie 5 de l'échelle de Saffir-Simpson. Relativement stable en intensité, Vera accélère vers le nord et touche terre près du Cap Shiono, Honshu, le 26 septembre. Le typhon touchera brièvement la mer du Japon avant de revenir à l'est pour toucher Honshu une seconde fois. Ces passages sur la terre affaiblissent grandement le cyclone. Après son retour dans l'océan Pacifique Nord, Vera devient un cyclone extratropical le 27 septembre et se dissipe au cours des deux jours suivants.
Bien que correctement prévu et suivi, la combinaison des faibles capacités de télécommunications japonaises, la mauvaise couverture médiatique et l'intensité du cyclone ont empêché une gestion efficace de ce dernier. La pluie en périphérie de la tempête ont causé des inondations bien avant que celle-ci ne touche terre. L'onde de tempête causée par son passage sur Honshu a détruit plusieurs installations de contrôle des inondations, causant une inondation des régions côtières et coulant de nombreux navires. La région la plus touchée est probablement celle de la Baie d'Ise, où plusieurs édifices ont été détruits et où des zones inondées ont perduré jusqu'à quatre mois après le désastre.
Ce typhon fait plus de 5 000 morts, et pousse le gouvernement japonais à installer au sommet du mont Fuji un système de surveillance radar pour la détection précoce des cyclones, qui est achevé en octobre 1964.